# Agita São Paulo

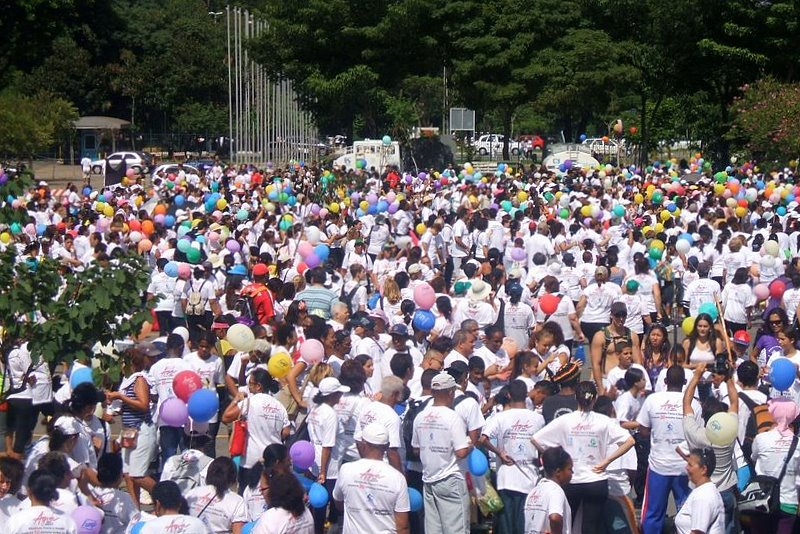
Participantes da edição de 2009 da "Caminhada Agita São Paulo", nas proximidades do Parque do Ibirapuera.

Agita São Paulo é um programa criado para combater o sedentarismo no estado de São Paulo, coordenado pela Secretaria de Estado da Saúde e pelo Centro de Estudos do Laboratório de Aptidão Física de São Caetano do Sul, envolvendo mais de 200 organizações públicas e privadas. Instituído em 1995, é considerado um modelo de referência em projetos de intervenção para promoção da atividade física, tendo servido de molde ao "Agita Brasil". Em 2002, a Organização Mundial da Saúde lançou o "Agita Mundo", inspirado no projeto.
Tem por objetivo estimular a população a praticar um nível mínimo de atividade física diariamente (ao menos 30 minutos) e despertar o conhecimento dos benefícios de uma vida ativa. Promove anualmente uma tradicional caminhada pelas ruas da capital paulista, reunindo milhares de participantes, além de diversos outros eventos regulares, voltados a segmentos específicos da sociedade, como o "Agita Carnaval", o "Agita Trabalhador" e o "Agita Galera". A edição de 2009 da "Caminhada Agita São Paulo" contabilizou entre 10 e 20 mil participantes. Outras 431 caminhadas foram promovidas no estado.